# William Lane Craig
William Lane Craig (ur. 23 sierpnia 1949) – amerykański filozof analityczny, teolog, apologeta i pisarz chrześcijański. Jest wykładowcą na Talbot School of Theology w Uniwersytecie Biola i profesorem filozofii na Houston Baptist University.
Regularnie uczestniczy w akademickich, publicznych debatach o istnieniu Boga i historycznych dowodach na zmartwychwstanie Jezusa Chrystusa. Najbardziej znany z debat, z takimi ateistami jak Sam Harris, Christopher Hitchens i Lawrence Krauss. Craig specjalizuje się w obronie argumentu kosmologicznego Kalam i argumentu moralnego. Założył i prowadzi internetowy serwis apologetyczny ReasonableFaith.org. Jest autorem około 30 książek.

## Życiorys
Craig uzyskał tytuł doktora filozofii na Uniwersytecie w Birmingham (1977), oraz z teologii na Uniwersytecie Monachijskim (1984). W 2016 roku został zaliczony przez The Best School do grona 50 najbardziej wpływowych obecnie żyjących filozofów.

## Wybrane książki
- The Kalām Cosmological Argument (Argument kosmologiczny kalam), ISBN 978-1-57910-438-2 (London: MacMillan. 1979).
- The Existence of God and the Beginning of the Universe (Istnienie Boga a początek wszechświata), (London: MacMillan. 1980).
- The Cosmological Argument from Plato to Leibniz (Argument kosmologiczny od Platona do Leibnitza), ISBN 978-1-57910-787-1 (London: MacMillan. 1980).
- Theism, Atheism and Big Bang Cosmology (Teizm, ateizm i kosmologia Wielkiego Wybuchu), ISBN 978-0-19-826383-8 (Oxford: Clarendon Press. 1993).
- Jesus' Resurrection: Fact or Figment?: A Debate Between William Lane Craig & Gerd Ludemann, ISBN 0-8308-1569-4 (InterVarsity Press. 2000).
- Time and the Metaphysics of Relativity, ISBN 0-7923-6668-9 (Dordrecht: Kluwer Academic Publishers. 2001).
- Reasonable Faith: Christian Truth and Apologetics (Rozsądna wiara: chrześcijańska prawda i apologetyka), 3 wydanie (Wheaton: Crossway Books. 2008).
- On Guard: Defending Your Faith with Reason and Precision, ISBN 978-1-4347-6488-1 (Colorado Springs: David C. Cook. 2010).
- God and Abstract Objects: The Coherence of Theism: Aseity, ISBN 978-3-319-55384-9 (Springer. 2017).